# جوپشت (رشت)
جوپشت ، روستایی از توابع بخش لشت نشاء شهرستان رشت در استان گیلان ایران است.

## جمعیت
این روستا در دهستان گفشه لشت نشاء قرار دارد و براساس سرشماری مرکز آمار ایران در سال ۱۳۸۵، جمعیت آن ۳۲۶ نفر (۱۰۵خانوار) بوده‌است.